# Marrubium alysson

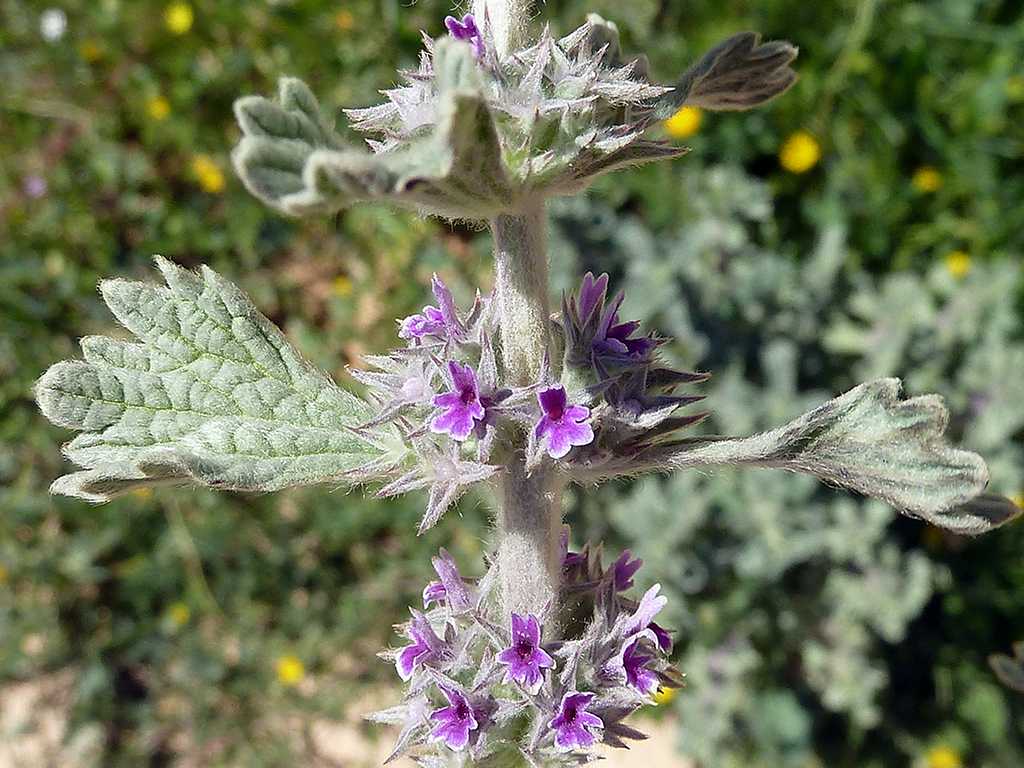
Un verticilastro en flor con sus 2 hojas basales.

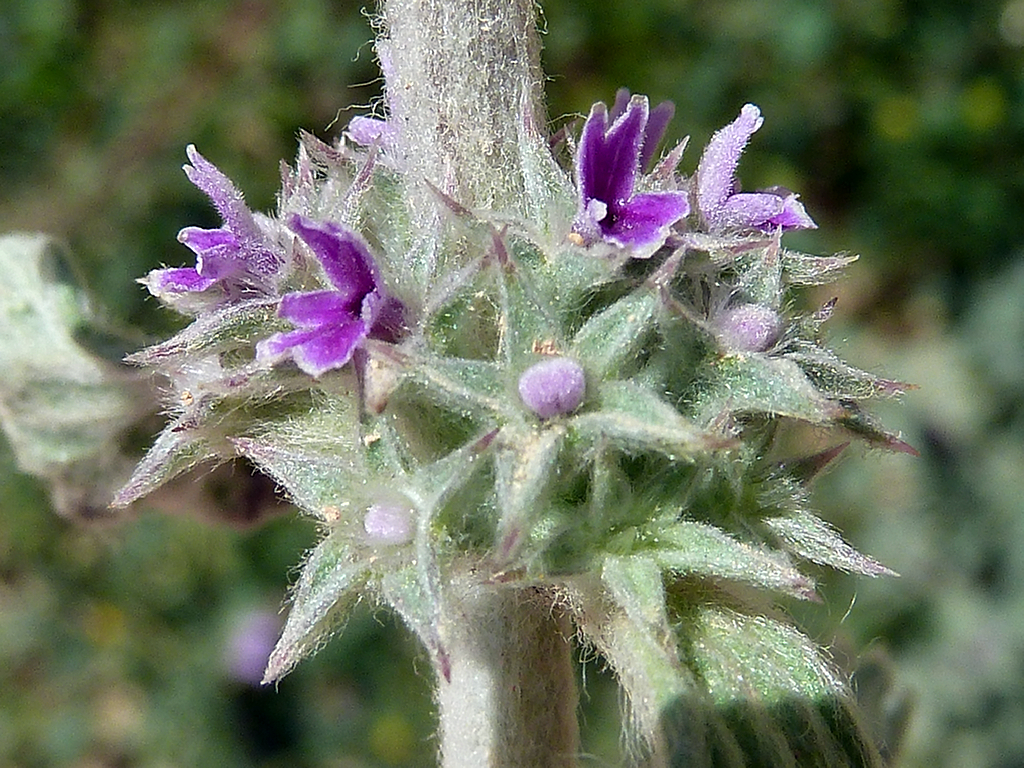
Detalle de un verticilastro, con los cálices pentameros muy velludos y de segmentos patentes. Corolas de las flores purpúreas con cenefa blanca.

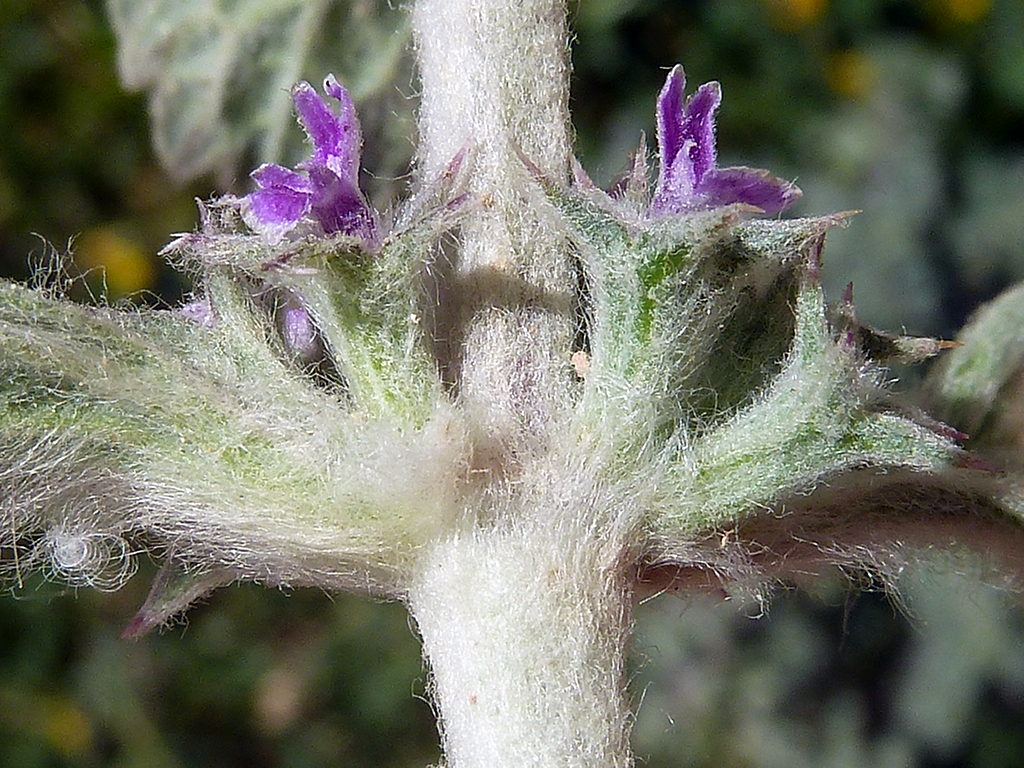
Detalle de los cálices pentameros y el tallo abundantemente velludos.

Marrubium alysson, la hierba de la rabia, entre otros nombres vernaculares, es una planta herbácea de la familia de las Lamiaceae.

## Descripción
Es una planta herbácea perenne sufruticosa de 20-45 cm de altura, con tallos más o menos cuadrangulares, con abundante indumento blanquecino, frecuentemente lanudo. Las hojas, de 1,5-4 por 1-2cm, son cuneadas, flabeladas, de irregularmente dentadas a lobuladas, algo rugosas por el haz y con nervadura marcada por el envés, con indumento afelpado muy denso, blanquecinas y con pecíolo de 1-3cm, muy largo en las inferiores. Las inflorescencias, de 10-20 cm, están formadas por verticilastros con 12 flores o más cada uno, más o menos próximos, ocasionalmente espiciformes. Las brácteas, de 1-2,5 por 0,8-1,5cm, son sésiles o no. Las flores, sésiles, tienen el cáliz con un tubo de 4-5 mm, lanudo, con 5 nervios anchos y 5 dientes de 2-5 mm, triangulares, punzantes, en la fructificación dispuestos en estrella, patentes, endurecidos, a veces los 2 inferiores algo más largos; mientras la corola, de 4-5 mm, esa de color púrpura, con márgenes blanquecinos, el labio superior bífido, estrecho, erecto, y el inferior con 2 lóbulos laterales cortos y estrechos, el central mayor, semiorbicular, a veces emarginado, todos muy pelosos por fuera. Los frutos son esquizocárpicos en tetranúculas, con mericarpos de color castaño, de 2-2,5 por 1-1,5 mm, elipsoides, aplanados, con ápice agudo y una coronilla de pelillos en la base.

## Distribución y hábitat
La especie es nativa desde España (en su mitad oriental con una especial concentración en el Levante Alicantino) hasta Medio oriente (Israel, Jordania y Sinai), pasando por el sur de Italia y Cerdeña. Es planta ruderal que crece frecuentemente en arenas, margas, suelos yesosos y salinos, desde el nivel del mar hasta 750 m de altitud. Florece desde el mes de febrero hasta el de junio.

## Taxonomía
Marrubium alysson fue descrito por Carlos Linneo y publicado en Species Plantarum, vol. 2, p. 582, 1753.
Sinonimia
- Beringeria plicata (Forssk.) af.
- Marrubium alysson var. plicatum (Forssk.) Nyman
- Marrubium plicatum Forssk.[4]

## Citología
Número de cromosomas: n=13

## Propiedades farmacológicas
Como otras especies del género Marrubium, la planta tiene aplicaciones farmacológicas todavía en estudio, entre las cuales destacan, por ejemplo y en particular las siguientes:
- El efecto de extractos de la especie sobre conejos artificialmente hipercolesterolemicos, evidenciaron una fuerte bajada de lípidos y un potente efecto antiinflamatorio y antioxidante.[5]

- Ocho compuestos flavonoides (diosmetina, diosmetin-7-ramnósido, crisoeriol, luteolina, luteolin-7-rutinósido, acacetina, acacetin-7-glucosido y quercetina), aislados a partir de extractos de la especie que se han probado in vitro sobre tumores cancerígenos (tumor de Ehrlich y tumor humano U-251 (cerebral) y MCF-7 (mamario)). Dichos ensayos evidenciaron una alta actividad anti-carcinoma cerebral y más bien moderada sobre el de mama. Además, los extractos alcohólicos de la planta han demostrado una potente acción antioxidante.[6]

- Extractos, en diversos disolventes, de hojas de M. alysson han demostrado cierto efecto inhibidor frente a diversas Enterobacteriaceae y una acción antifúngica contra Candida glabrata, Candida albicans, Candida parapsilosis y Candida kreusei.[7]

- Extractos no acuosos de hojas de la especie han evidenciado una potente actividad antiviral contra el citomegalovirus humano AD-169 y el virus coxsackievirus B de tipo 3 (CoxB-3).[8]

## Nombre comunes
- Castellano: aliso de Galeno (3), herba de la rabia, hierba de Santa Quiteria, hierba de la rabia (3), juanrubio (2), manrubio, manrubio pinchoso, marrubio de Orihuela, marrubio estrellado, marrubio-aliso de Galeno, yerba de Santa Quiteria (2), yerba de la rabia. Entre paréntesis, la frecuencia registrada del vocablo en España.[9]